# Templo hindú y centro cultural de Kansas City
El Templo Hindú y el Centro Cultural de Kansas City o HTCC Kansas City, se encuentra en 6330 Lackman Road, Shawnee, KS, 66217 y sirve a la población hindú del área metropolitana de Kansas City.

## Historia
En 1982, se discutió la necesidad de un templo hindú entre la población hindú local y se comenzaron a construir un templo hindú en el condado de Johnson.  4 Familias enviaron solicitudes para establecer una organización para crear el Templo Hindú y pidieron donaciones para comprar el lote en el que se construiría el HTCC.  En mayo de 1983, fue reconocido por el IRS como una organización religiosa y se le otorgó el estado de exención de impuestos [1].  HTCC compró 5 acres de tierra en una parte no desarrollada de Shawnee, Kansas, relativamente cerca de donde vivía la mayoría de los hindúes en el área de Kansas City [2].  El 27 de octubre de 1985, comenzó la ceremonia de inauguración y el 22 de mayo de 1988, se abrió el Templo hindú y se celebró una ceremonia de apertura con miles de asistentes.  Muchos murtis, ídolos de dioses, fueron importados de la India y el templo fue diseñado con esculturas de varios dioses hindúes por dentro y por fuera.  En abril de 1991, el Templo estaba completo en su diseño [3].  Hoy, HTCCKC recibe más de 600 visitantes a la semana con ciertos festivales hindúes, como Diwali atrayendo multitudes de más de 1,000 personas.

## Diseño
La instalación es un edificio cuadrado.  La entrada tiene un área para quitarse los zapatos antes de entrar al templo.  El resto de la instalación es un área alfombrada dedicada a la adoración con un pasillo central para inclinarse ante todas las deidades en el templo.  El templo tiene servicios en 16 idiomas y tiene rituales hindúes realizados fuera del templo por una tarifa [4].  El templo también cuenta con aulas, una cafetería y una cocina.

## Premios
El grupo juvenil del templo realiza varios eventos de caridad y recaudación de fondos para víctimas de desastres naturales en todo el mundo.  El Grupo de Jóvenes recaudó más de $ 6,000 para las víctimas del terremoto de Haití 2010
- Datos: Q97183770